# Jesús Díez del Corral
Jesús María Díez del Corral Rivas (Zaragoza, 6 de abril de 1933 - Madrid, 19 de febrero de 2010) fue un Gran Maestro Internacional de ajedrez español y de profesión, primero notario y después, registrador de la propiedad. Fue el quinto hijo de José Díez del Corral Bravo y Pilar Rivas Jordán de Urriés.
En su niñez, estudió en el colegio de los jesuitas de Zaragoza y después en el Liceo Castilla (Maristas) de Burgos, donde empezó a ganar campeonatos de ajedrez y obtuvo el título de campeón de Burgos.
Recibió el título de Maestro Internacional en 1968 y el del Gran Maestro en 1974, el segundo español en obtenerlo tras Arturo Pomar.
Dejó de jugar competiciones de ajedrez en el año 1986, momento en el que contaba con un elo de 2485, el elo más alto que tuvo en su carrera fue 2515 puntos.

## Resultados individuales
Ganó sus dos títulos del Campeonato de España de ajedrez, en los años 1955, superando al jugador Jaime Lladó Lumbera y en 1965 superando al jugador Francisco García Orús, resultando subcampeón en 1971, por detrás de Juan Manuel Bellón López.
Ganó el antiguo campeonato de Castilla de ajedrez en cuatro ocasiones, en los años 1955, 1967, 1969 y 1970. En 1956 obtuvo el 5.º puesto en el Torneo Internacional de Gijón por delante de Francisco José Pérez y Román Torán.
En torneos destacan los siguientes:
- Segundo puesto en Ámsterdam en 1969.
- Sexto puesto en Palma de Mallorca en 1969.
- Tercer puesto en Montilla en 1973.

## Resultados por equipos
Representó a España en siete Olimpíadas de ajedrez de 1960 en Leipzig, 1962 en Varna, en 1970 en Siegen, 1972 en Skopie, 1978 en Buenos Aires, 1980 en La Valeta  y 1982 en Lucerna,, en el Campeonato de Europa de ajedrez por equipos de 1970 en Kapfenberg y en nueve Copa Clare Benedict en los años 1960 en Biel, 1962 en Berna, 1963 en Lucerna, 1965 en Berlín Oeste, 1966 en Brunnen, 1967 en Leysin, 1968 en Bad Aibling, 1971 en Madrid y 1972 en Viena.

## Otras aportaciones
Colaboró en diversas publicaciones periódicas españolas, entre ellas el diario ABC; también se interesó en la composición de finales.
En el año 2001 fue premiado por la Federación Madrileña de Ajedrez con un Peón de Oro por su trayectoria ajedrecística.
Una de sus mejores partidas: Olimpiada de Buenos Aires 1978

1.e4 e6 2.d4 d5 3.Nc3 Bb4 4.e5 c5 5.a3 Bxc3+ 6.bxc3 Qc7 7.Qg4 f5 Hasta este momento se han jugado los mismos movimientos que en la partida Oll-Ulibin que vimos en febrero. Portisch opta por una variante menos habitual, quizá para intentar sorprender a su menos experimentado rival. Lo que ocurrirá, sin embargo, será justo lo contrario. 8.Qg3 cxd4 9.cxd4 Ne7 Sería peligroso 9...Qxc2 10.Bd2 con gran actividad a cambio del peón. 10.Bd2 No vale 10.Qxg7 Rg8 11.Qxh7 Qc3+ y cae la torre de a1. 10... 11.Bd3 b6 Una jugada natural para cambiar el alfil de c8, que está bloqueado por los peones de las casillas blancas. 12.Ne2 Ba6 13.Bb4!?Aunque se había jugado tres años antes en una oscura partida por correspondencia en la Alemania del Este, en la práctica este movimiento fue una novedad ante la que Portisch no supo reaccionar correctamente. Su intención es situar el alfil en d6 creando una cuña en la posición negra. 13...Bxd3 14.cxd3 Se retoma con peón para evitar que un caballo negro se sitúe en c4, al tiempo que se suprime la debilidad del peon retrasado en c2. A cambio se crea otra, la pareja de peones doblados en la columna d. Obsérvese que en un final esto significaría quedarse virtualmente con un peón de menos, así que es preciso actuar con energía en el medio juego. 14...Nbc6 15.Bd6Qd7 16. Rfc8? Portisch se equivoca de plan, era mejor atosigar al insolente alfil. Según Díez del Corral 16...f4 17.Nxf4 Nf5 seguido de 18...Nxd6 garantizaba la igualdad. También valía 16...Rf7 y 17...Nc8. 17.h4 Ng6?! Otra imprecisión. Era mejor 17...Nd8. 18.h5! Se inicia el ataque. 18...Nh8 19.h6 g6? El error definitivo. 19...Ng6 activa el caballo y evita la siguiente jugada del negro. 20.Nf4! Sacrificando un peón para mantener el ataque. Se amenaza 21.Nh5 y 22.Nf6+. 20...Nxd420...Nf7 pierde por 21.Nxg6! Nxd6 22.Ne7+ Kf8 23.Qg7+ Ke8 24.exd6. 21.Ra2Controla e2 y renueva la amenaza Nh5. 21...Qb7 Para responder a 22.Nh5 con 22...Nf7. Asimismo, se insinúa el molesto salto Nb5. 22.a4 Evitando dicho salto.22...Rc6 23.Qe3 Con la vista puesta en e6. 23...Nc2 24.Rxc2! Rxc2 25.Nxe6La calidad sacrificada se compensa más que de sobra con las poderosas piezas de e6 y d6, el peón pasado en e5 y la cuña en h6. El negro tiene una gran ventaja, que concretará de forma implacable. 25...Nf7 Por fin sale el caballo del hoyo. 26.Nd4Ra2 Relativamente mejor, aunque no salva la partida, es 26...Nxd6 27.Nxc2 y el negro debe resignarse a la deprimente retirada Ne8, ya que tras 27...Nf7 28.e6 Nd629.e7 las amenazas Qe6+ y Qe5 son decisivas. 27.Nxf5! El mazazo definitivo.27...Nxd6 No se puede 27...gxf5 por 28.Qg3+, y tras 27...d4 28.Qf4 (amenazando Ne7+ y Qf6) 28...Re8 29.Rc1 y 30.Rc7 todo se viene abajo. 28.exd6! Mucho mejor que capturar con el caballo. Abre la columna a la dama y amenaza Ne7+. 28...gxf5 Si 28...Qf7 29.Ne7+ Kf8 30.Qe5. 29.Qg5+ Kf8 No es mejor 29...Kh8 30.Re1 Qf731.d7 Qxd7 32.Qf6+ Kg8 33.Re7. 30.Re1! El blanco juega con torre de menos pero este tranquilo movimiento remata la partida. 30...Qf7 Si 30...Re8 31.Qf6+ Qf732.Qh8+ Qg8 33.Rxe8+ y si 30...Qd7 31.Re5 Ra1+ 32.Kh2 no puede capturarse el peón porque 32...Qxd6 33.Qg7+ es mate. 31.Re7 Las blancas abandonaron. Tras 31...Qg6 sigue 32.Qxg6 hxg6 33.h7. Una soberbia partida de Díez del Corral. 1-0
L.W. Cámara

## Diccionario Biográfico Español
Jesús Díez del Corral está incluido en el Diccionario Biográfico Electrónico elaborado por la Real Academia de la Historia